# Sourozenec

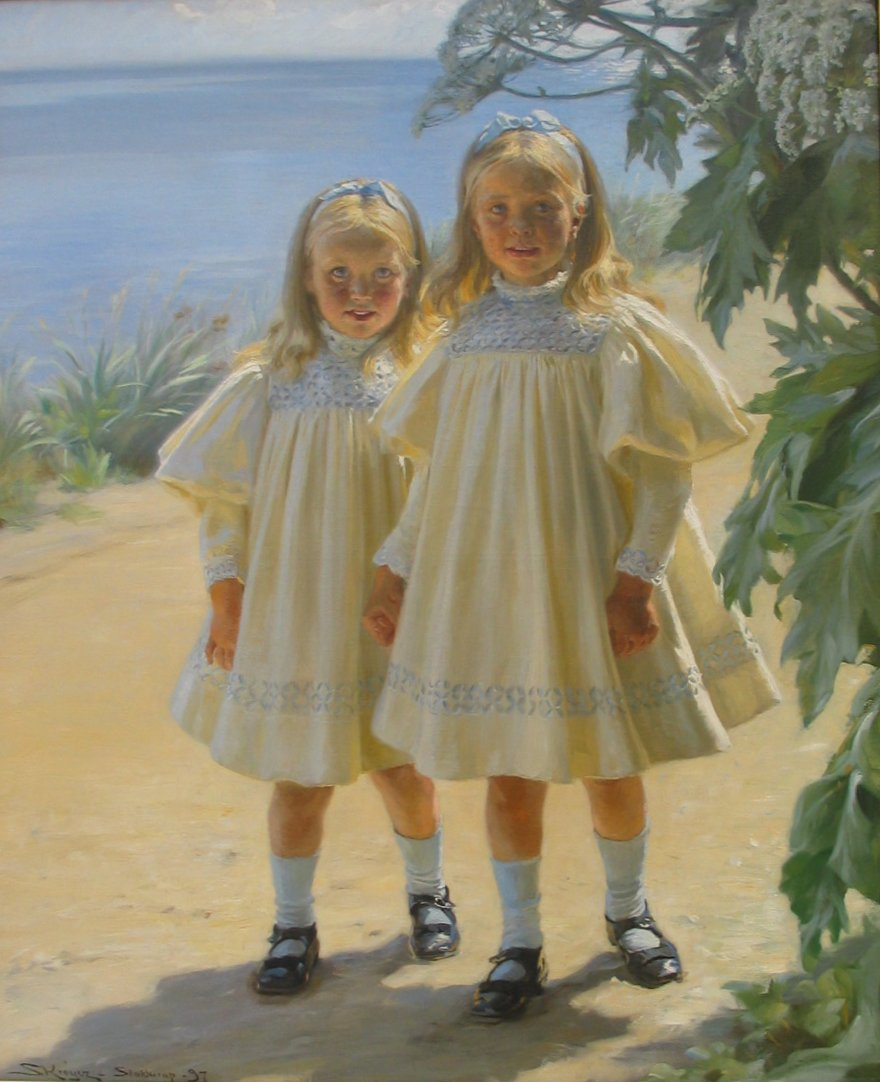

Sourozenec je obecný termín pro sestru nebo bratra, tedy pro dítě, které má stejné rodiče nebo jen jednoho z rodičů. Pro pokrevně nepříbuzné děti se užívá pojem nevlastní sourozenci.
Sourozenci obvykle vyrůstají společně v jedné rodině a prožívají spolu dětství. Vzájemná genetická a fyzická blízkost vytváří u sourozenců silný citový vztah. Tento vztah se může projevovat v kladném i záporném smyslu. Může být ovlivněn vztahy v rodině, vztahy rodičů k jednotlivým dětem, pořadím narození i zkušenostmi a zážitky prožitými mimo vlastní rodinu.
Protože mají sourozenci podobnou genetickou výbavu po rodičích, často se sobě podobají (nejvíc jednovaječná dvojčata).

## Typy sourozenců
Rozlišují se:
- vlastní sourozenci, kteří mají společného alespoň jednoho biologického rodiče, ti se dále dělí na
  - plnorodé, kteří mají společné oba biologické rodiče;[1]
    - dvojčata (příp. vícerčata) – sourozenci narození z jednoho těhotenství

  - polorodé, kteří mají společného jen jednoho biologického rodiče;[1]
    - jednobřišné či jednoživotné (z lat. uterinus) – se společnou matkou
    - jednokrevní (z lat. consanguineus) – se společným otcem
- nevlastní sourozenci — ti nemají společného ani jednoho biologického rodiče, ale matka jednoho dítěte si vzala otce druhého dítěte. Rodič jednoho dítěte je nevlastním rodičem – otčímem nebo macechou – druhého dítěte.

Pozn.: Jako nevlastní jsou často nesprávně označováni i polorodí sourozenci.

## Pořadí narození
Sourozenci se často označují podle pořadí, v jakém se narodili. Pro pořadí narození se používají různé výrazy
- nejstarší, prvorozený – význam v dědictví, tzv. primogenitura v historii, u panovnických a šlechtických rodin
- prostřední, druhorozený
- nejmladší, benjamínek podle biblického Benjamína, nejmladšího z 12 synů patriarchy Jákoba

Pořadí narození má velký vliv na další psychologický a osobnostní vývoj dítěte.